# Großer Preis von Deutschland 1928

Der Nürburgring in seiner befahrenen Version mit Nord- und Südschleife

Der III. Große Preis von Deutschland war ein Sportwagenrennen und fand am 15. Juli 1928 auf dem Nürburgring bestehend aus Nord- und Südschleife statt. Es führte über 18 Runden à 28,3 km, was einer Gesamtdistanz von 509,4 km entspricht.

## Das Rennen
Beim zweiten Großen Preis von Deutschland auf dem Nürburgring, der erneut für Sportwagen ausgeschrieben wurde, gab es für die Fahrzeuge der Daimler-Benz AG erstmals nennenswerte Konkurrenz. Ettore Bugatti meldete für sein Unternehmen vier Fahrzeuge für Gastone Brilli-Peri, Caberto Conelli, Ferdinando Minoia und Louis Chiron. Sie trafen auf die überarbeiteten 7-Liter-Sechszylinder-Wagen von Daimler-Benz, die von Rudolf Caracciola, Christian Werner, Otto Merz, Willy Walb, Georg Kimpel und Adolf Rosenberger gefahren wurden. Trotz starker fahrerischer Leistungen konnten die Werks-Bugattis den Daimler-Dreifachsieg, angeführt von Caracciola und Werner, nicht verhindern. Bester Bugatti war der 35 C von Brilli-Peri an der vierten Stelle der Gesamtwertung.
Bei diesem Rennen gab es die ersten tödlichen Unfälle auf dem Nürburgring. Čeněk Junek, der sich mit seiner Frau Eliška Junková abwechselte, verunglückte in seinem Bugatti im Streckenabschnitt Bergwerk. Ernst von Halle überschlug sich mit seinem Amilcar im Kesselchen und starb am nächsten Tag im Alter von 23 Jahren an den Folgen dieses Unfalls.
Am Renntag war es mit Temperaturen von bis zu 40 °C im Schatten außerordentlich heiß. Diese Hitze belastete Fahrer und Fahrzeuge und war wahrscheinlich der Hauptgrund dafür, dass nur zehn von 41 Teilnehmern das Ziel erreichten. Rudolf Carraciola erlitt einen Hitzeschlag. Werner übernahm den Wagen, obwohl er sich vorher am Arm verletzt hatte und seinerseits von Walb abgelöst worden war. Walb stand zur Verfügung, nachdem er seinen Wagen durch einen Ausrutscher verloren hatte. Einziger Mercedes-Fahrer, der die gesamte 500-km-Distanz und knapp fünf Stunden unter glühender Sonne allein durchhielt und den Sieg vor Augen hatte, war Otto Merz. Doch in der letzten Runde traf ihn bei Breidscheid ein Reifenschaden, woraufhin Christian Werner ihn überholte und das Rennen gewann. Merz wurde mit 1:38 Minuten Rückstand Zweiter vor Walb, der mit einem Abstand von 8:21 Minuten folgte.
Schirmherr der Veranstaltung war der Kölner Oberbürgermeister Konrad Adenauer, einer der Befürworter der Rennstrecke, der in dem Bau die Möglichkeit gesehen hatte, Tausende von Arbeitslosen einzusetzen.

## Ergebnisse

### Schlussklassement
| Pos.        | Klasse  | Nr. | Team                             | Fahrer                             | Fahrzeug           | Runden | Zeit          |
| ----------- | ------- | --- | -------------------------------- | ---------------------------------- | ------------------ | ------ | ------------- |
| 1           | S + 3.0 | 6   | Daimler-Benz AG                  | Rudolf Caracciola Christian Werner | Mercedes-Benz SS   | 18     | 4:54:24,0 h   |
| 2           | S + 3.0 |     | Daimler-Benz AG                  | Otto Merz                          | Mercedes-Benz SS   | 18     | + 1:38,0 min  |
| 3           | S + 3.0 |     | Daimler-Benz AG                  | Christian Werner Willy Walb        | Mercedes-Benz SS   | 18     | + 9:59,0 min  |
| 4           | S 3.0   | 23  | Automobiles Bugatti              | Gastone Brilli-Peri                | Bugatti T 35 C     | 18     | + 10:52,0 min |
| 5           | S + 3.0 |     | Daimler-Benz AG                  | Georg Kimpel Adolf Rosenberger     | Mercedes-Benz SS   | 18     | + 12:05,0 min |
| 6           | S 3.0   |     | Automobiles Bugatti              | Louis Chiron                       | Bugatti T 35 C     | 18     | + 23:02,0 min |
| 7           | S 3.0   |     | Automobiles Bugatti              | Ferdinando Minoia                  | Bugatti T 43       | 18     | + 29:04,0 min |
| 8           | S + 3.0 |     | Tim Birkin                       | Tim Birkin Walter Hassan           | Bentley 4 ½ Litre  | 18     | + 31:04,0 min |
| 9           | V       |     |                                  | Hans Simons                        | Bugatti            |        |               |
| 10          | V       |     |                                  | Hans Kersting                      | Bugatti            |        |               |
| Ausgefallen |         |     |                                  |                                    |                    |        |               |
| 11          | 3.0     | 6   | Karl Kappler                     | Karl Kappler                       | Bugatti T 35 C     |        |               |
| 12          | 3.0     | 9   | Čeněk Junek                      | Eliška Junková Čeněk Junek         | Bugatti T 35 B     |        |               |
| 13          | V       |     | Gerhard Macher                   | Gerhard Macher                     | Dixi               |        |               |
| 14          | V       |     | Jean Martin                      | Jean Martin                        | Lancia             |        |               |
| 15          | V       |     | Hessische Automobil-AG           | Harry Stumpf-Lekisch               | HAG-Gastell        |        |               |
| 16          | V       |     | Paul Bischoff                    | Paul Bischoff                      | Chiribiri          |        |               |
| 17          | S 3.0   |     | Federico Gomeri                  | Federico Gomeri                    | Itala              |        |               |
| 18          | V       |     | Automobiles Lombard              | Freddy Charlier                    | Lombard            |        |               |
| 19          | S + 3.0 |     | Daimler-Benz AG                  | Willy Walb                         | Mercedes-Benz SS   |        |               |
| 20          | S 3.0   |     | Nationale Automobil-Gesellschaft | A. W. Modersohn                    | NAG                |        |               |
| 21          | V       |     | Raymond Siran, Cyclecars D’Yrsan | Raymond Siran de Cavanac           | D’Yrsan K Sport    |        |               |
| 22          | V       |     | Raymond Siran, Cyclecars D’Yrsan | Simas                              | D’Yrsan K Sport    |        |               |
| 23          | S 3.0   |     |                                  | Antonio Tommasini                  | OM                 |        |               |
| 24          | V       |     | D. M. K. Marendaz Limited        | Donald Marendaz                    | Marandez 11/120 HP |        |               |
| 25          | V       |     | Automobiles Lombard              | André Morel                        | Lombard            |        |               |
| 26          | 3.0     |     | Ernst Günther Burggaller         | Ernst Günther Burggaller           | Bugatti T 35 B     |        |               |
| 27          | V       |     | Hugo Urban-Emmerich              | Hugo Urban-Emmerich                | Talbot 70          |        |               |
| 28          | V       |     | Bollack, Netter et Cie           | Michel Doré                        | B.N.C.             |        |               |
| 29          | 3.0     |     | Fritz Mettenheimer               | Fritz Mettenheimer                 | Bugatti T 35 B     |        |               |
| 30          | 3.0     |     | Automobiles Bugatti              | Caberto Conelli                    | Bugatti T 43       |        |               |
| 31          | 3.0     |     | Automobiles Bignan               | Pierre Clause                      | Bignan             |        |               |
| 32          | V       |     |                                  | Heinrich-Joachim von Morgen        | Amilcar            |        |               |
| 33          | V       |     |                                  | Hans von Meister                   | Amilcar            |        |               |
| 34          | V       |     | Ernst von Halle                  | Ernst von Halle                    | Amilcar            |        |               |
| 35          | 3.0     |     |                                  | Willi Seibel                       | Bugatti            |        |               |
| 36          | 3.0     |     | Ottokar Bittmann                 | Ottokar Bittmann                   | Bugatti            |        |               |
| 37          | 3.0     |     |                                  | Eckart von Kalnein                 | Bugatti T 35 B     |        |               |
| 38          | 3.0     |     | August Momberger                 | August Momberger                   | Bugatti T 35 B     |        |               |
| 39          | 3.0     |     |                                  | Carl Walter Andreae                | Bugatti            |        |               |
| 40          | 3.0     |     | Huldreich Heusser                | Huldreich Heusser                  | Bugatti T 35 B     |        |               |
| 41          | 3.0     |     | Margot von Einsiedel             | Margot von Einsiedel               | Bugatti T 35       |        |               |

### Nur in der Meldeliste
Zu diesem Rennen sind keine weiteren Meldungen bekannt.

### Klassensieger
| Klasse  | Fahrer              | Fahrer           | Fahrzeug         | Platzierung im Gesamtklassement |
| ------- | ------------------- | ---------------- | ---------------- | ------------------------------- |
| S + 3.0 | Rudolf Caracciola   | Christian Werner | Mercedes-Benz SS | Gesamtsieg                      |
| S 3.0   | Gastone Brilli-Peri |                  | Bugatti T35C     | Rang 4                          |
| V       | Hans Simons         |                  | Bugatti          | Rang 9                          |

### Renndaten
- Gemeldet: 41
- Gestartet: 41
- Gewertet: 10
- Rennklassen: 3
- Zuschauer: unbekannt
- Wetter am Renntag: Extreme Hitze (bis zu 40 °C im Schatten)
- Streckenlänge: 28,3 km
- Fahrzeit des Siegerteams: 4:54:24,0 h
- Gesamtrunden des Siegerteams: 18
- Gesamtdistanz des Siegerteams: 509,4 km
- Siegerschnitt: 104 km/h
- Pole Position: keine
- Schnellste Rennrunde: Rudolf Caracciola – Mercedes-Benz SS (#7) – 15:13,2 min = 111,6 km/h
- Rennserie: zählte zu keiner Rennserie